# Jacqueline Deyme
 (janvier 2012).
Si vous disposez d'ouvrages ou d'articles de référence ou si vous connaissez des sites web de qualité traitant du thème abordé ici, merci de compléter l'article en donnant les références utiles à sa vérifiabilité et en les liant à la section « Notes et références ».
Jacqueline Georges Deyme, née à Paris le 22 septembre 1936, est une sculptrice française. Elle vit et travaille à La Celle-Saint-Cloud.

## Biographie

### Formation
Jacqueline Deyme commence sa formation artistique en 1948 à la section enfants de l'Académie Julian à Paris. Elle entre à l'Académie Charpentier en 1954. De 1955 à 1956, elle est élève dans l'atelier de Joseph Rivière à l'Académie Julian, puis devient étudiante à l'École nationale supérieure des beaux-arts de Paris dès 1956, dans les ateliers d'Hubert Yencesse et Collamarini.
Elle rencontre Alfred Janniot, Alberto Giacometti et Germaine Richier.
En 1958, Jacqueline Deyme obtient le grand prix Chenavard et une première médaille. En 1959, elle obtient le grand prix Lemaire et une première médaille. Elle est lauréate du deuxième second grand prix de Rome en 1961, et du premier grand prix de Rome de sculpture en 1963. Elle séjourne alors à Rome à la villa Médicis de 1964 à 1967.

## Distinctions
En 1960, Jacqueline Deyme est membre fondateur de la première Biennale internationale de sculpture Formes humaines qui se tient au musée Rodin à Paris. En 1958, elle est membre du jury de la 1re Biennale internationale des arts au musée d'art moderne de la ville de Paris.

## Enseignement
Jacqueline Deyme est professeur de dessin à l'école régionale des beaux-arts d'Épinal de 1966 à 1971.
Sur la demande du maire de La Celle-Saint-Cloud, dans le cadre de l'association artistique et culturelle Assartx, elle crée un atelier de sculpture en collaboration avec le peintre Jean-Marc Lange, atelier qu'elle dirigera de 1972 à 2001.

## Œuvres

### Œuvres dans les collections publiques
- Paris, École nationale supérieure des beaux-arts : Le Vent, 1963, bas-relief en plâtre, prix de Rome de sculpture de 1963[3],[4].

### Commandes
- 1991 : création d'une service à poisson pour la faïencerie de Gien.
- 1986 : création de la nouvelle médaille officielle de la ville de Trouville-sur-Mer (Calvados), bronze doré sur socle translucide.
- 1980 : médaillon en bronze à l'effigie de Lucien René Duchesne, maire honoraire de la ville de La Celle-Saint-Cloud.
- 1978 : bas-relief en résine illustrant le jumelage de la ville de Beckum en Allemagne avec la ville de La Celle-Saint-Cloud.
- 1980 : évocation de la place du Bourg de La Celle-Saint-Cloud, ronde bosse en résine offerte à la ville de Settat (Maroc) à l'occasion du jumelage avec cette ville.
- 1983 : grand portique d'entrée du stade Lucien-René-Duschene Fer soudé et polychromie.
- 1968 : sculpture en aluminium anodisé, groupe scolaire Jean-Zay à Nanterre. Une sculpture en bronze pour un ensemble d'habitation à Massy (Essonne).
- 1961 : décoration murale en cuivre pour l'hôtel Beau Soleil à Combloux 74920.

## Expositions

### Expositions personnelles
2006 : galerie Alain Blondel, Paris.
2005 : galerie de Parc, Notre-Dame de Gravenchon (Seine-Maritime).
2001 : galerie Alain Blondel, Paris.
1989 : galerie Maguy Maraine, Lyon.
1990 : FIAC. Grand-Palais, Paris. Galerie Alain Blondel avec le peintre Jean-Marc Lange.
1988 : galerie Jean-Marie Cupillard, Saint-Tropez. Musée de Trouville-sur-Mer, Villa Montebello.
1989 : galerie Maguy Maraine, Lyon.
1986 : galerie de la Fondation Taylor, Paris.

### Invitée d'honneur
- 1994 : galerie du Parc, Notre-Dame de Gravenchon. 1re Biennale de sculpture, Bonsecours.
- 1996 : 4e Salon des arts, Chambourcy.
- 1997 : Salon de Montigny-le-Bretonneux.
- 2005 : Salon de Rouen.
- 2008 : Trente ans d'invités d'honneur, Bonsecours.